# بوهورثا (كورنوال)
بوهورثا (بالإنجليزية: Bohortha)‏ هي قرية تقع في المملكة المتحدة في كورنوال.